# Preveza
Preveza (griechisch Πρέβεζα) ist eine Hafenstadt und eine Gemeinde an der griechischen Westküste, am Ausgang des Ambrakischen Golfs in der Region Epirus.

## Geographie
Die Stadt Preveza – heute ein Stadtbezirk – hat rund 20.795 Einwohner (Stand: 2011) und ist Sitz eines orthodoxen Bischofs. Sie liegt an der nördlichen Seite der Meerenge zum Ambrakischen Golf (größte Entfernung etwa 600 m) auf einer Halbinsel am Ionischen Meer im Westen und dem Ambrakischen Golf im Osten. Die Gemeinde erstreckt sich rund 30 Kilometer nordöstlich die Küste entlang und knapp 50 Kilometer nach Norden ins bergige Landesinnere hinein.

## Geschichte
In der Meerenge zum Golf zwischen Preveza und dem gegenüberliegenden Aktio fand im Jahre 31 v. Chr. die Schlacht von Actium zwischen dem späteren Kaiser Augustus und seinem Rivalen Marcus Antonius statt. Nach ihrer Niederlage flohen Antonius und Kleopatra nach Alexandria. Nach dem Selbstmord von Antonius und Kleopatra und der Kapitulation von Antonius’ Truppen wurde Ägypten zur Provinz des römischen Reiches. Sechs Kilometer nördlich von Preveza befand sich die antike Stadt Nikopolis, die der spätere Kaiser Augustus zur Erinnerung an seinen Sieg (gr. nike) gründete.
1538 fand die Seeschlacht von Preveza statt, in der eine osmanische Flotte unter Khair ad-Din Barbarossa und Turgut Reis über eine christliche Flotte unter Andrea Doria siegte.
Die heutige Gemeinde Preveza wurde 2010 durch Eingemeindung von Louros und Zalongo in die seit 1919 bestehende, stetig erweiterte Gemeinde gebildet.

## Wirtschaft und Verkehr

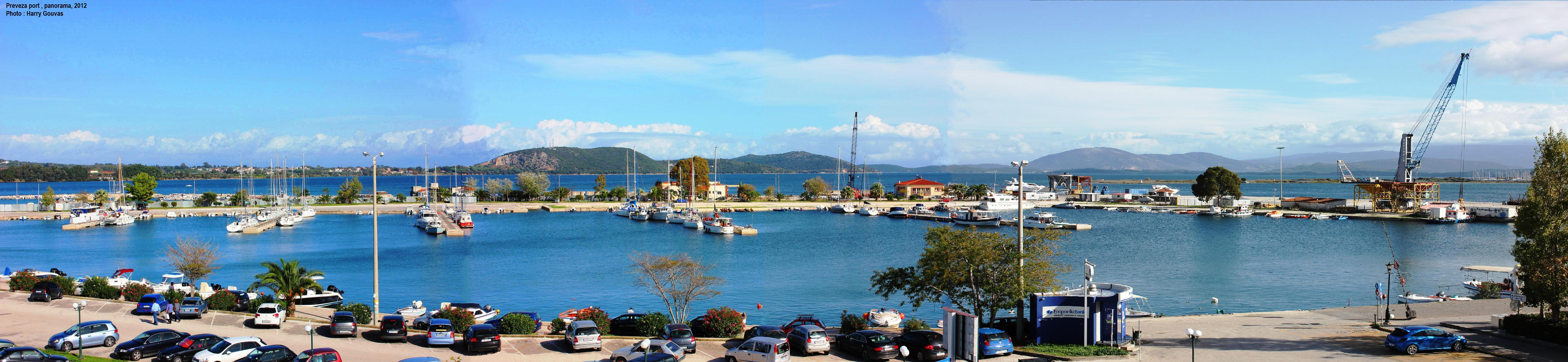
Hafen von Preveza

Preveza exportiert unter anderem Oliven, Milchprodukte und Gemüse.
Preveza ist durch mehrere Nationalstraßen an das griechische Straßennetz angebunden. Die Straße Ethniki Odos 18 führt in nördlicher Richtung nach Igoumenitsa, in südlicher Richtung endet sie am Unterwassertunnel von Preveza - Aktion und geht von dort in die Autobahn Aftokinitodromos 52 über, durch die Verbindungen nach Vonitsa-Anaktorio im Süden des Ambrakischen Golfs oder auf die Insel Lefkas bestehen. Die Straße Ethniki Odos 21 führt in nordöstlicher Richtung nach Filippiada und weiter nach Ioannina (Norden) oder Arta (Südosten).
Auf der südlich von Preveza gelegenen Halbinsel Actium befindet sich der Flughafen Aktio, der über den Straßentunnel erreicht wird. Der Hafen von Preveza befindet sich auf der westlichen Küste des Ambrakischen Golfs. Eisenbahnverbindungen bestehen nicht.

## Partnerstädte
Preveza ist Mitglied der europäischen Städtevereinigung Douzelage.

## Söhne und Töchter der Stadt
- Abedin Dino (1843–1906), Politiker und Diplomat
- Gerasimos Bekas (* 1987), deutsch-griechischer Autor und Theatermacher
- Ioannis Nyfandopoulos (* 1990), Sprinter
- Ioannis Bouzoukis (* 1998), Fußballspieler